# Jean-Baptiste de Lamarck
Jean-Baptiste-Pierre-Antoine de Monet, chevalier de Lamarck (Bazentin, 1 de agosto de 1744 – Paris, 28 de dezembro de 1829) foi um naturalista francês que desenvolveu o lamarckismo, uma teoria da evolução agora desacreditada. Foi ele que, de fato, introduziu o termo biologia. Embora a ideia de que a vida não fosse fixa, mas mudasse ao longo do tempo já existisse antes de Lamarck, esta é considerada a primeira teoria coesa de evolução biológica. Lamarck personificou as ideias pré-darwinistas sobre a evolução. As principais diferenças em relação ao Darwnismo e que foram responsáveis pela refutação do Lamarckismo dizem respeito aos mecanismos que causam a evolução. A teoria lamarckiana é dita finalista, pois pressupõe uma força desconhecida que dá direção à evolução.
Originário da baixa nobreza (daí o título de 'chevalier'), Lamarck pertenceu ao exército, interessou-se por história natural e escreveu uma obra de vários volumes sobre a flora da França. Isto chamou a atenção do Conde de Buffon que o indicou para o Museu de História Natural, em Paris. Após ter trabalhado durante vários anos com plantas, Lamarck foi nomeado curador dos invertebrados (mais um termo introduzido por ele), e começou uma série de conferências públicas. Antes de 1808, ele era um essencialista que acreditava que as espécies eram imutáveis. Mas graças ao seu trabalho sobre os moluscos da Bacia de Paris, ficou convencido da transmutação das espécies ao longo do tempo, e desenvolveu a sua teoria da evolução (apresentada ao público em 1809 na sua Philosophie Zoologique).

## A teoria evolutiva de Lamarck
A teoria de Lamarck não obteve grande aceitação na França, mesmo entre os seus colegas do Museu de História Natural, como, por exemplo, o eminente naturalista Georges Cuvier. Entretanto, houve uma boa aceitação na Inglaterra. Apesar disto, Lamarck não foi capaz de convencer aos homens do seu tempo que a evolução fosse um fato. Até mesmo as ideias de Charles Darwin, que hoje são tidas como corretas, só foram plenamente aceites e convenceram a sociedade do fato da evolução quase 100 anos após a publicação de A Origem das Espécies (1859).
A teoria da evolução de Lamarck se baseia em três princípios:
1. A tendência dos seres para um melhoramento constante rumo à perfeição, um aumento da complexidade dos seres menos desenvolvidos aos mais desenvolvidos; esta tendência seria uma força externa, semelhante à atração gravitacional, que se agisse isoladamente geraria uma linha contínua e progressiva;
2. A tendência à complexidade não é a única responsável pela evolução. Organismos se adaptam ao longo de suas vidas pela lei do uso e desuso e estas características seriam herdadas. Esta é uma teoria genética pré-mendeliana e já refutada, a herança dos caracteres adquiridos;
3. O naturalismo depende dos seres vivos para uma base científica e democrática cientificamente por espécies de seres incompreensíveis por natureza.

Segundo a lei do uso e desuso (que era uma ideia plenamente aceita na Europa mesmo antes de Lamarck e que também foi defendida por Charles Darwin, ver pangênese) os indivíduos perdem as características de que não precisam e desenvolvem as que utilizam. O uso contínuo de um órgão ou parte do corpo faz com que este se desenvolva e seja apto para o correto funcionamento, e o desuso de um órgão ou parte do corpo faz com que este se atrofie e com o tempo perca totalmente a sua função no corpo do indivíduo. Estas mudanças são transmitidas aos descendentes através da: transmissão das características adquiridas - O uso e desuso de partes do corpo provocam alterações no organismo do indivíduo, essas alterações podem ser transmitidas às gerações seguintes. Por exemplo, as crias das girafas herdam o pescoço comprido dos pais que supostamente o desenvolvem quando comem folhas das árvores mais altas. Desta forma surgiriam as novas espécies, que, na verdade nada tem de novo, são apenas alterações das já existentes, desvios na linha evolutiva.
Lamarck acreditava que, como o ambiente terrestre sofre modificações constantes, as suas alterações estruturais forçam os seres que nele vivem a se transformarem para se adaptarem ao novo meio. Ao longo de muitas gerações (milhões de anos), o acúmulo de alterações pode levar ao surgimento de novos grupos de seres vivos. Assim, modificações no ambiente causam alterações nas "necessidades", no comportamento, na utilização e desenvolvimento dos órgãos, na forma das espécies ao longo do tempo - por isso causam a transmutação das espécies (evolução).
Lamarck defendia a geração espontânea contínua das espécies, com os organismos mais simples a serem depois transmutados com o tempo (pelo seu mecanismo) tornando-se mais complexos e próximos da perfeição ideal. Acreditava, portanto, num processo teleológico, com um fim determinado em que os organismos se tornam mais perfeitos à medida que evoluem.
A comparação das ideias de Lamarck (1809) e Darwin (1859) permite que se monte um quadro sobre as mudanças na forma de pensar dos Homens e no desenvolvimento da ciência. Lamarck defendia a evolução, Darwin a descendência com modificação; Lamarck era teleológico, Darwin considerava que a evolução ocorria ao acaso via seleção natural; ambos eram gradualistas, ou seja, as mudanças evolutivas eram vagarosas; Lamarck incluiu o Homem na escala evolutiva, Darwin hesitou em fazê-lo em 1859.
As teorias e os pensamentos de Lamarck podem ser considerados Transformistas, pois propõem a transformação e a evolução dos organismos. As suas ideias também evoluíram ao longo dos seus estudos, e formaram um panorama que muito contribuiu para a biologia moderna. Os seus estudos serviram de base a formulação da "Teoria Sintética da Evolução" no século XX.

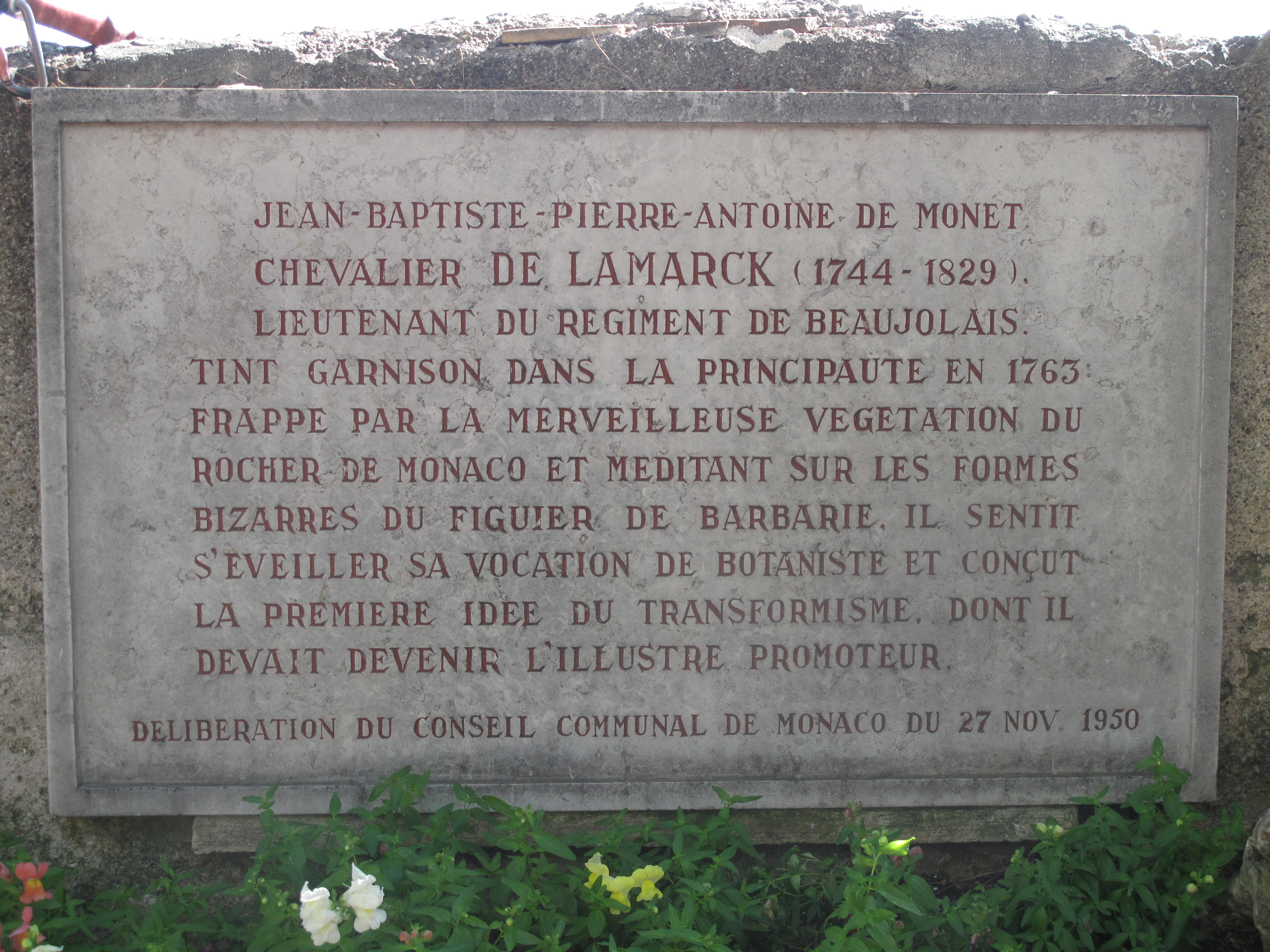
Lápide no túmulo de Lamarck

É provável que a visão que os teóricos contemporâneos têm de Lamarck seja injusta. As contribuições dele para a biologia são muito importantes. Ele acreditava na evolução numa época em que não existiam muitos conhecimentos para sustentar essa teoria. Defendeu ainda que a função precede a forma, uma ideia controversa na sua época. No entanto, a herança dos caracteres adquiridos foi quase completamente refutada. August Weismann provou que a teoria era falsa em experiências em que a cauda de ratos era cortada para verificar se as crias nasciam com a cauda cortada. Algumas culturas humanas, como os judeus, têm por hábito circuncidar os homens, mas após várias gerações os homens continuam a precisar de ser circuncidados. Mas Lamarck não considerava as mutilações como uma forma de adquirir novas características. Ele julgava que só eram adquiridas novas características quando o animal se esforçava para satisfazer as suas próprias necessidades.
Charles Darwin elogiou Lamarck na terceira edição da "A Origem das Espécies" por ele apoiar o conceito da evolução e pôr o contribuir para a sua divulgação. Darwin aceitava a ideia do uso e do desuso, e desenvolveu a sua teoria da pangênese em parte para explicar esse fenômeno. Não foi Darwin que refutou a teoria dos caracteres adquiridos, mas sim a descoberta dos mecanismos celulares da hereditariedade e da genética (ideias que Darwin reconheceu que precisava para completar a sua teoria).

## Opiniões sobre a religião
No seu livro Philosophie Zoologique, Lamarck referiu-se a Deus como o "sublime autor da natureza". As opiniões religiosas de Lamarck são examinadas no livro Lamarck, o Fundador da Evolução (1901), de Alpheus Packard. De acordo com Packard dos escritos de Lamarck, ele pode ser considerado como um deísta.
O filósofo da biologia Michael Ruse descreveu Lamarck, "como acreditando em Deus como um impulsionador imóvel, criador do mundo e das suas leis, que se recusa a intervir milagrosamente na sua criação". O biógrafo James Moore descreveu Lamarck como um "deísta meticuloso".
O historiador Jacques Roger escreveu: "Lamarck era um materialista ao ponto de não considerar necessário recorrer a qualquer princípio espiritual […] o seu deísmo permaneceu vago, e a sua ideia de criação não o impediu de acreditar em tudo na natureza, incluindo as formas mais elevadas de vida, foi apenas o resultado de processos naturais".

## Principais trabalhos
- 1778 Flore françoise, ou, Description succincte de toutes les plantes qui croissent naturellement en France 1st ed.
  - 2nd ed. 1795, 3a. edição - 1805 (de Candolle ed.)
- 1795 Recherches sur les causes des principaux faits physiques (em francês). 1. Milano: Luigi Veladini. 1795
- 1809. Philosophie zoologique, ou Exposition des considérations relatives à l'histoire naturelle des animaux..., Paris. Traduzido com introdução e comentários em 1914 por Hugh S. R. Elliot como Zoological Philosophy. Indiscutivelmente a discussão mais abrangente sobre o tema do lamarckismo e mais pontos de vista de Lamarck.
- Lamarck, Jean-Baptiste (1783–1808). Encyclopédie méthodique. Botanique. Paris: Panckoucke
  - Supplement 1810–1817
  - L'Illustration des genres, vol. I: 1791, vol. II: 1793, vol. III: 1800, Supplement by Poiret 1823

Na classificação dos invertebrados:
- 1801. Système des animaux sans vertèbres, ou tableau général des classes, des ordres et des genres de ces animaux; présentant leurs caractères essentiels et leur distribution, d'après la considération de leurs..., Paris, Detreville, VIII: 1–432.
- 1815–22. Histoire naturelle des animaux sans vertèbres, présentant les caractères généraux et particuliers de ces animaux..., Tome 1 (1815): 1–462; Tome 2 (1816): 1–568; Tome 3 (1816): 1–586; Tome 4 (1817): 1–603; Tome 5 (1818): 1–612; Tome 6, Pt.1 (1819): 1–343; Tome 6, Pt.2 (1822): 1–252; Tome 7 (1822): 1–711.